# Altiplà de la Sibèria Central
L'altiplà de la Sibèria Central (en rus:Среднесиби́рское плоского́рье) està fet de superfícies d'altituds diverses que ocupen gran part de Sibèria entre el riu Ienissei i el riu Lena. S'estén per una superfície de 3,5 milions de km², un terç de Sibèria. El punt més alt és a les Muntanyes Putorana amb 1701 m. Al nord de l'altiplà hi ha les muntanyes Putorana i a l'est les Muntanyes Sayan i les Muntanyes Baikal. Aquest altiplà cobreix un terç de Sibèria.
Al sud limita amb les carenes del Sayan oriental, així com les carenes del Baikal i Transbaikal, a l'oest amb la vall del Ienissei, al nord amb la terra baixa de Sibèria del Nord, a l'est amb la vall de Lena.

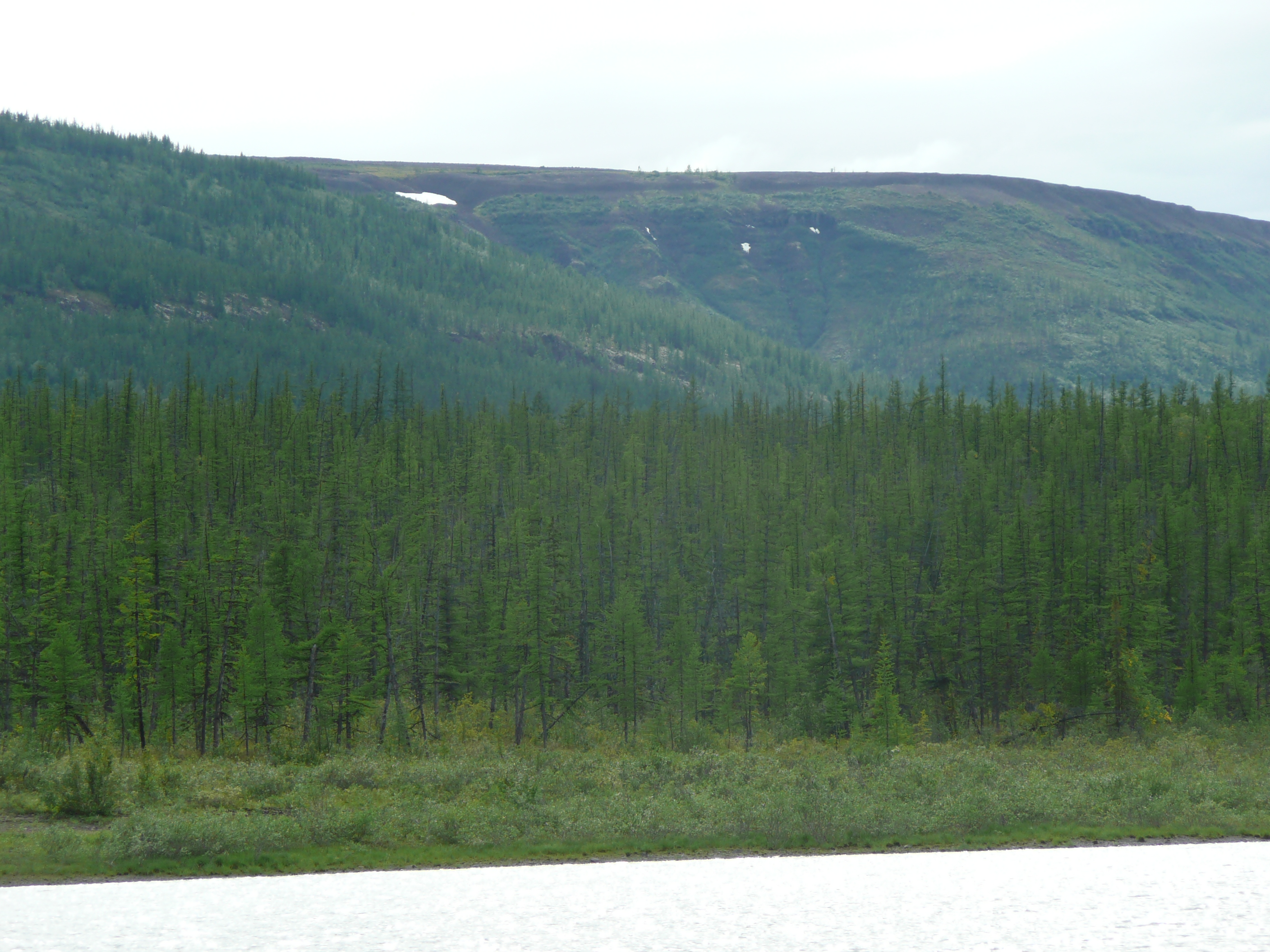
Vista des del riu Tunguska inferior

El clima és continental amb estius càlids i curts i hiverns llargs i frígids. La major part del territori està cobert per vegetació de la taigà amb coníferes (el làrix és especialment abundant en aquest clima continental). El riu principal és el Tunguska inferior. Els recursos minerals (zona dels traps siberians) són molt rics i inclouen el carbó, mena de ferro, or, platí, diamants i gas natural. És una regió amb un clima hostil, continental i fred, allunyada de les zones habitades i que, encara que dotada de considerables riqueses mineres com la major part de Sibèria, fins ara ha romàs gairebé deshabitada.

## Geografia

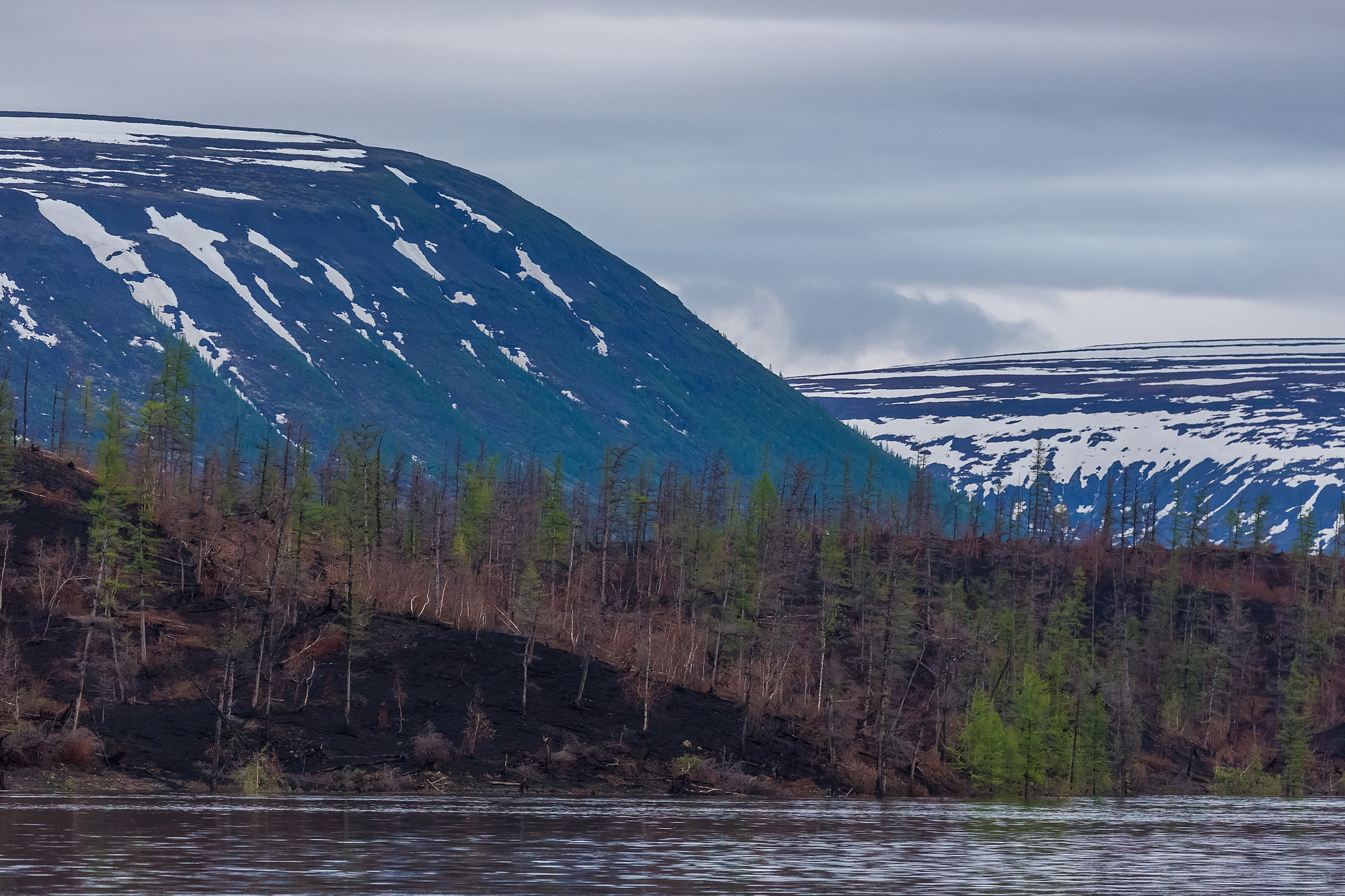
Paisatge de la Reserva Natural de Putorana.

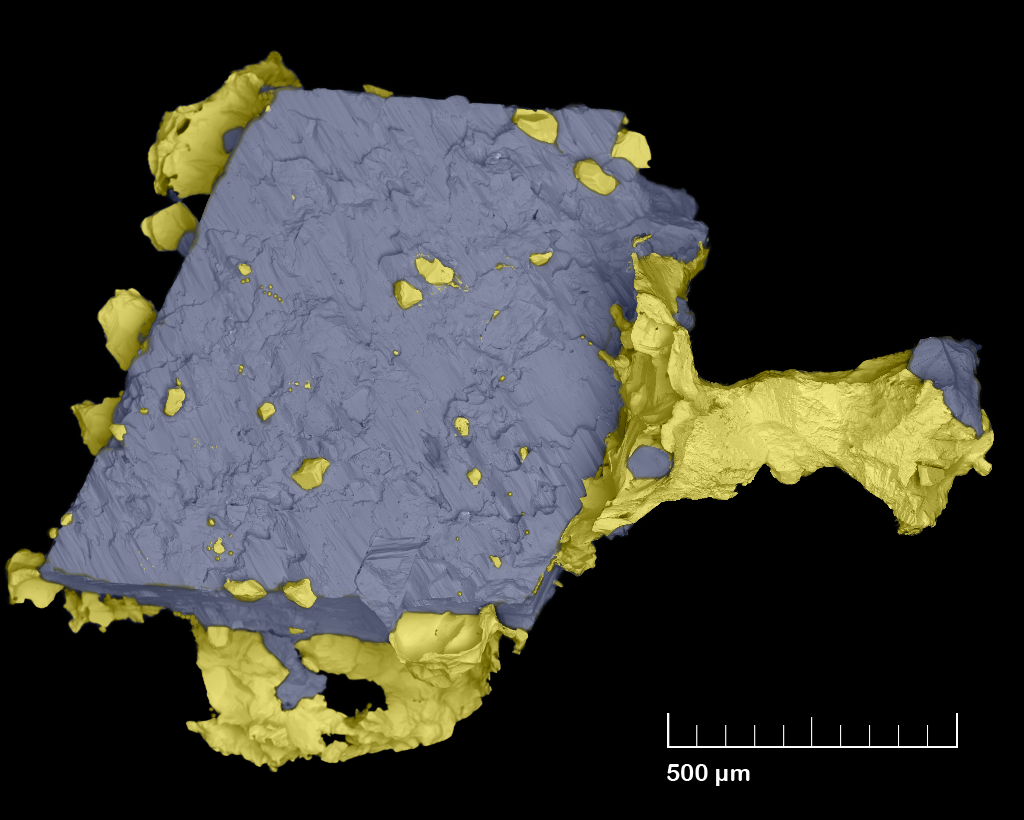
Or sobre arsenopirita tal com es troba a la serralada del Ienisei.

L'immens altiplà de Sibèria central està delimitat al nord per la plana de Sibèria del Nord en la qual es troben els pantans de la plana de Taïmir situats al sud de la península de Taimir, i al sud pels diferents massissos de Sibèria meridional com els monts Saian i els monts Baikal que voregen el llac Baikal. A l'oest l'altiplà és limitat de nord a sud pel riu Ienissei que el separa de la plana de Sibèria occidental. A l'est el massís arriba fins a la plana central de Iakutsia, on flueix el curs inferior de Leana. A l'est d'aquest riu s'aixequen les muntanyes de Verkhoiansk que s'uneixen a les muntanyes de Sibèria oriental.

### Subaltiplans
El sistema de l'altiplà de Sibèria central comprèn una sèrie d'altiplans més petits, incloent, entre d'altres, els següents:
- Altiplà de Putorana, el punt més alt i al nord-oest Mont Kamen (el més alt del sistema de l'altiplà, 1678 m)

- Altiplà d'Anabar a l'extrem nord, punt més alt (905 m)

- Altiplà de Vilyuy, punt més alt (962 m)

- Altiplà de Syverma, punt més alt Nakson l1035 m)

- Altiplà de Tunguska, punt més alt (866 m)

- Altiplà de Lena, punt més alt (700 m)

- Altiplà de Lena-Angara, punt més alt Namai, (1509 m)

- Serralada Yenisei, punt més alt (1125 m)

- Serra d'Angara, punt més alt (1022 m)

### Relleu

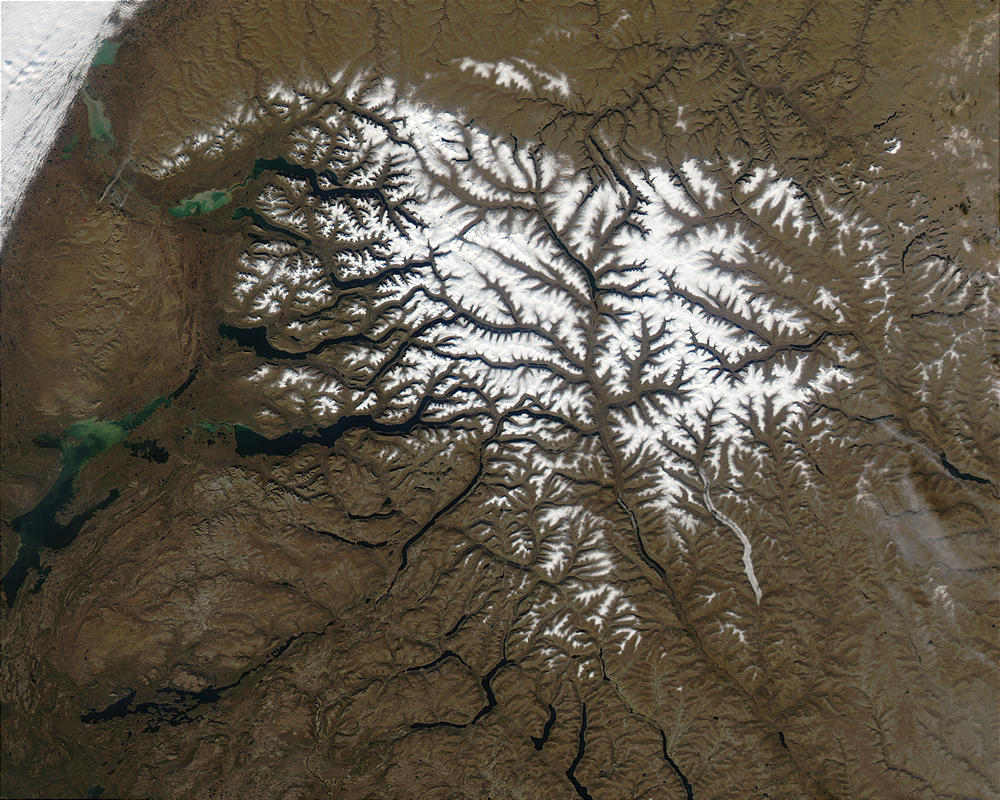
Altiplà de Putorana

L'altiplà de Sibèria Central es caracteritza per una alternança d'amplis altiplans i carenes. L'altiplà de Sibèria central cobreix un terç de Sibèria. Les parts més elevades del territori inclouen les muntanyes mitjanes de Putorana (mont Kamen - 1.701 m sobre el nivell del mar), compostes per toves volcàniques. Les terres altes molt tallades pel Ienisei s'estenen al llarg de la vora occidental de l'altiplà amb una alçada mitjana de 900 m sobre el nivell del mar (el punt més alt és el mont Enaximski Polkan - 1104 m sobre el nivell del mar). La cresta d'Angarà es distingeix clarament amb altures de fins a 700-1000 m. Les conques hidrogràfiques del Tunguska Inferior, Angarà i Viliüi estan suavitzades, entre 400 i 600 m; en alguns llocs les carenes baixes i les superfícies abovedades són característiques dels antics lacòlits.
Al nord-oest, els altiplans presenten traces de processament glacial. Al nord-est, hi ha la terra baixa de Lena-Viliüi (Iakutsk central), amb elevacions absolutes de 100 a 200 m.

### Ciutats
Les ciutats més grans que es troben en aquesta regió, principalment a la part meridional, són:
- a la república de Sakhà:

- Yakutsk 210.642 habitants (2002), a la vora del Lena.

- a l'òblast d'Irkutsk:

- Angarsk 247.118 habitants (2002).
- Bratsk, 256.600 habitants (2005), a la vora del riu Angarà.
- Irkutsk, 593.604 habitants (2002).
- Ust-Ilimsk, 99.800 habitants (2005), a la vora del riu Angarà.

- al krai de Krasnoiarsk:

- Krasnoiarsk, 909.341 habitants (2002).
- Norilsk, 134.832 habitants (2002).
- Kansk, 103.000 habitants (2002)

## Clima

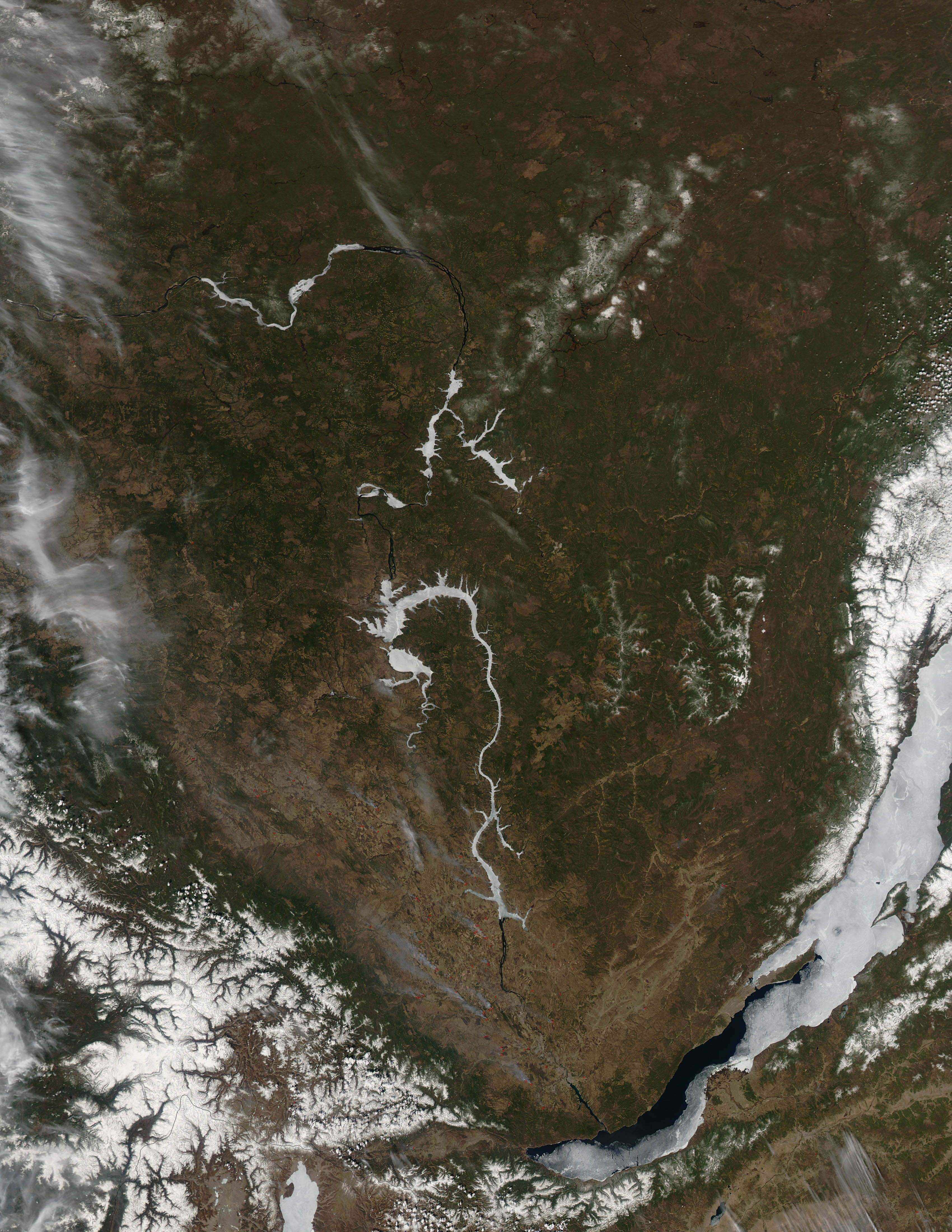
Incendis a la regió d'Angarà. Maig de 2013

Les principals característiques del clima estan determinades per la posició geogràfica de l'altiplà a la part mitjana del nord d'Àsia, l'allunyament dels març càlids i la influència de l'oceà Àrtic. El clima de tot l'altiplà és marcadament continental, amb grans intervals de temperatura de les estacions càlides i fredes de l'any, i en alguns llocs fins i tot una petita quantitat de precipitació, que es distribueix de manera molt desigual al llarg de les estacions.
La temperatura mitjana del gener al sud i sud-oest és d'uns -22 °C, al nord - 44 °C, i que la temperatura mitjana al juliol arriba respectivament a + 25 °C al sud i + 12 °C al nord. L'altiplà de Sibèria Central es caracteritza per un augment significatiu de la continentalitat del clima a les seves províncies orientals. A Iakutia, les amplituds de temperatura absolutes arriben als 100 °C, i la diferència entre les temperatures mitjanes dels mesos més càlids i els més freds és de 55-65 °C. Els hiverns més severs són a l’altiplà de Viliüi (la part central de l'altiplà), on la temperatura mínima sovint baixa per sota dels -60 °C.
Les precipitacions aquí no són gaire importants: al sud, de mitjana, 250-300 mm per any, al nord 400-500 mm per any (la precipitació màxima cau a l'altiplà de Putorana - 700-800 mm per any). La major part de la precipitació es produeix a la segona meitat de l'estiu: sovint al juliol i agost cauen 2-3 vegades més que durant tot el llarg període de fred. També són típiques fortes fluctuacions en la quantitat de precipitació en diferents anys.
A Dudinka, en un any sec, només cauen 125 mm, i en un any plujós, fins a 350 mm; a Krasnoiarsk, la quantitat anual de precipitació oscil·la entre 127 i 475 mm
La conseqüència més important del clima continental és la distribució gairebé universal del permagel. La seva formació es veu facilitada per les baixes temperatures hivernals i, sobretot a l'est de l'altiplà, pel gruix de la capa de neu. Durant l'estació freda, les roques aquí perden una gran quantitat de calor i es congelen a una profunditat considerable, convertint-se en una massa sòlida congelada. La frontera sud del permagel continu s'estén una mica cap al nord de les valls del Tunguska Inferior i Viliüi. Al nord d'aquesta línia, el gruix de la capa de permafrost és especialment elevat: en molts llocs supera els centenars de metres, arribant als 600 m a la conca de Viliüi, i fins i tot als 1500 m a la conca del riu Markha. Entre les zones limitades pel permagel, hi ha espais amb sòls descongelats, i la distribució del permagel es va aïllant progressivament. Al sud, el gruix del permagel també disminueix notablement: a la majoria de zones ja no supera els 30-50 m, i a l'extrem sud del krai de Krasnoiarsk només és de 5-10 m.

## Sòls
A la meitat nord de la taigà de Sibèria central es formen sòls gley-permagel-taigà i permagel-taigà. Les seves característiques principals estan associades a l'horitzó del permagel situat a prop de la superfície, que crea les condicions per a un règim d'aigua sense lixiviació i dificulta l'eliminació de sals. Els sòls permagel-taigà es caracteritzen per una reacció àcida i la presència de traces de moviment de la massa del sòl sota la influència dels fenòmens de permagel: protuberància com a resultat de les tensions hidrodinàmiques, enfonsament i enfonsament. A les margues semblants al loess de la Sakhà Central, es formen sòls solditzats pàl·lids (neutres) de bosc sod i permafrost-taigà, que no tenen anàlegs a cap altra part del globus.
També ocupen àrees significatives sòls que es formen en terrenys muntanyosos: muntanya-tundra (a l'altiplà de Putorana i al massís d'Anabar), muntanya-gelada-taigà i carbonat de muntanya-bosc.
Al sud, a la regió d'Angara, dominen els sòls marrons zonals de sod-podzolic i de bosc, i a les "illes" de les estepes forestals - alfisols i txernozems.

## Hidrografia

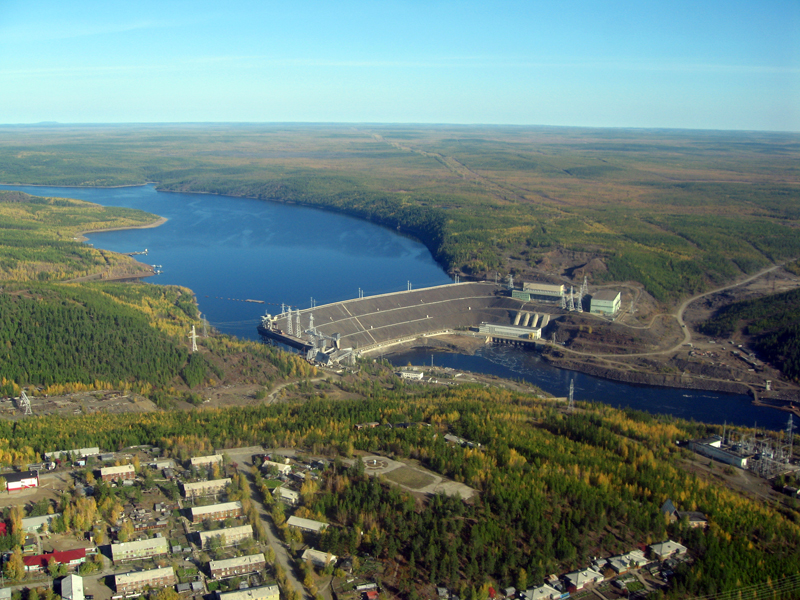
Vilyuyskaya HPP i el poble de Txernixevski

La superfície de l'altiplà està disseccionada per una densa xarxa de valls fluvials; la seva profunditat a les províncies marginals més elevades arriba als 250-300 m, i en alguns llocs encara més. Els rius pertanyen a la conca de l'oceà Àrtic, els més grans d'ells són Tunguska Inferior, Tunguska Pedregós, Angarà, Lena, Viliüi i el component dret de Khàtanga: el riu Kotui. Molts rius tenen un caràcter muntanyós, es caracteritzen per un corrent ràpid i pendents importants. On creuen afloraments de roques cristal·lines, es formen nombrosos ràpids i cascades; la velocitat del corrent en aquests llocs arriba als 3-5 m/s. Només als trams alts i dins de les terres baixes, els rius flueixen en amples valls, i el seu cabal es torna lent.
La majoria dels rius de la Sibèria central són alimentats per aigües de neu fosa i pluges d'estiu-tardor. La proporció de subministrament terrestre a causa de l'àmplia extensió de permagel és relativament petita (generalment no més del 5-8%), però augmenta lleugerament a les regions del sud. Gairebé a tots els rius, l'escorrentia durant el període càlid de l'any arriba al 70-90% de l'any, i no més del 10% cau a l'hivern. La major part de l'aigua drena durant el període d'inundació, a finals de primavera i al nord del país, a principis d'estiu. La capa de neu s'ajunta, en condicions de sòls encara una mica descongelats. Per tant, l'aigua de fusió no es filtra al sòl i desemboca als rius, provocant un augment significatiu del nivell de l'aigua, que arriba als 10 m al Lena, i fins i tot als 20-25 m al Baix Tunguska.

## Flora i fauna

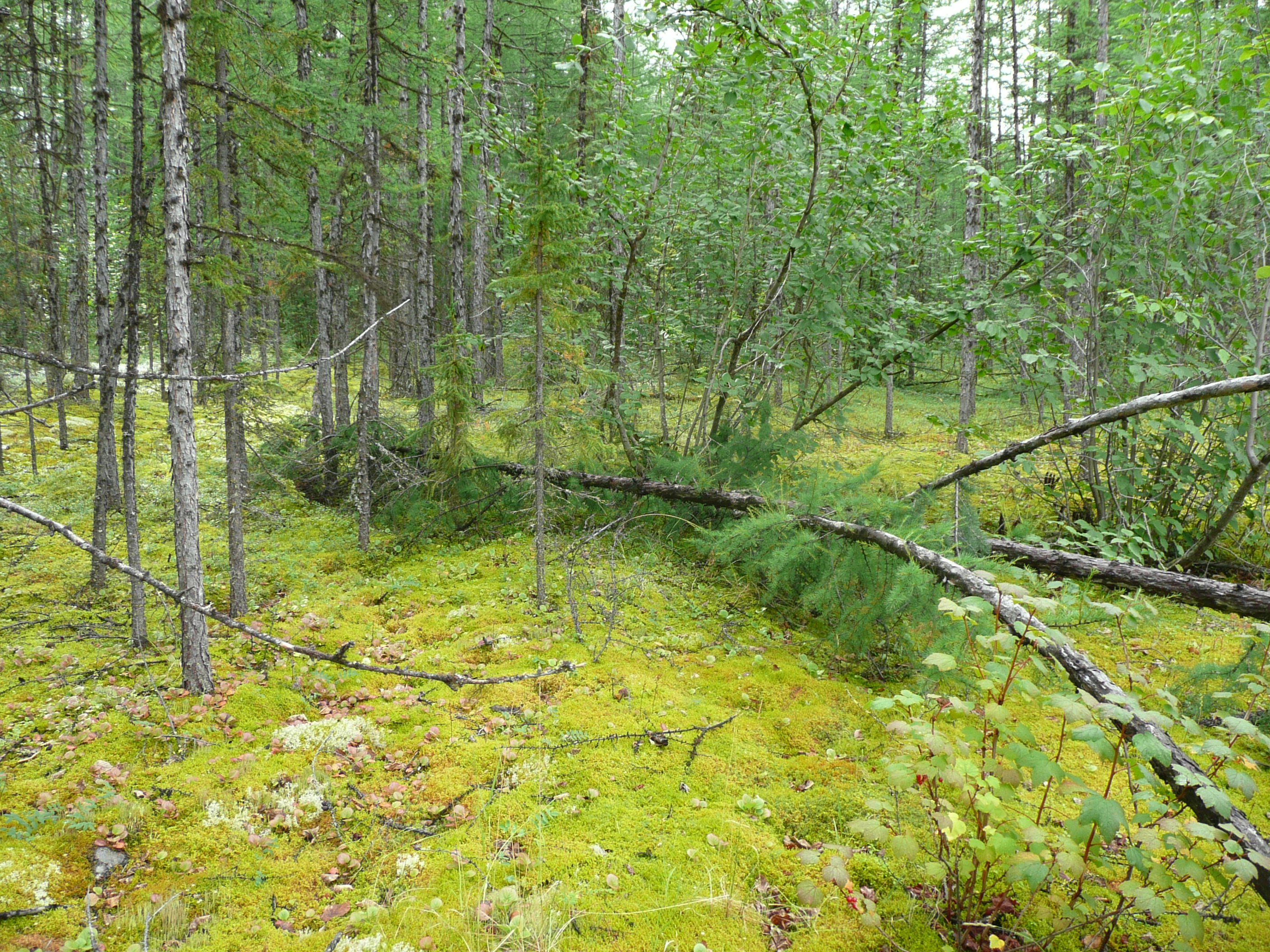
Bosc de làrix amb avets a la regió del riu Tunguska Inferior (Altiplà de Putorana)

Predominen els boscos de làrix, i a la part sud hi ha pinedes. La part nord de l'altiplà està ocupada per la tundra muntanyenca. A les valls del sud de l'altiplà de Sibèria Central, hi ha zones d'estepes forestals (estepes forestals de Kansk i Krasnoiarsk) i estepes (estepes de Balagansky).
A les muntanyes dels trams inferiors del Tunguska Inferior, a una altitud de fins a 250-400 m, hi ha una taigà de coníferes fosca, que dona pas als boscos clars de làrix de coníferes més amunt. A una altitud de 500-700 m, passen a boscos esparsos de làrix de muntanya o matolls de vern; els cims dels massissos, que s'eleven per sobre dels 700-800 m, estan ocupats per tundra pedregosa.
El món animal és força divers. A la taigà hi ha l'os bru, l’alç, el golut, la llebre, la marta gibelina, a la tundra, el ren, la guineu àrtica. Els rius són molt rics en peixos, les espècies més valuoses dels quals són l'esturió, el salmó siberià i el coregonus. Dels ocells, es poden destacar el gall fer comú i el grèvol comú.

## Minerals

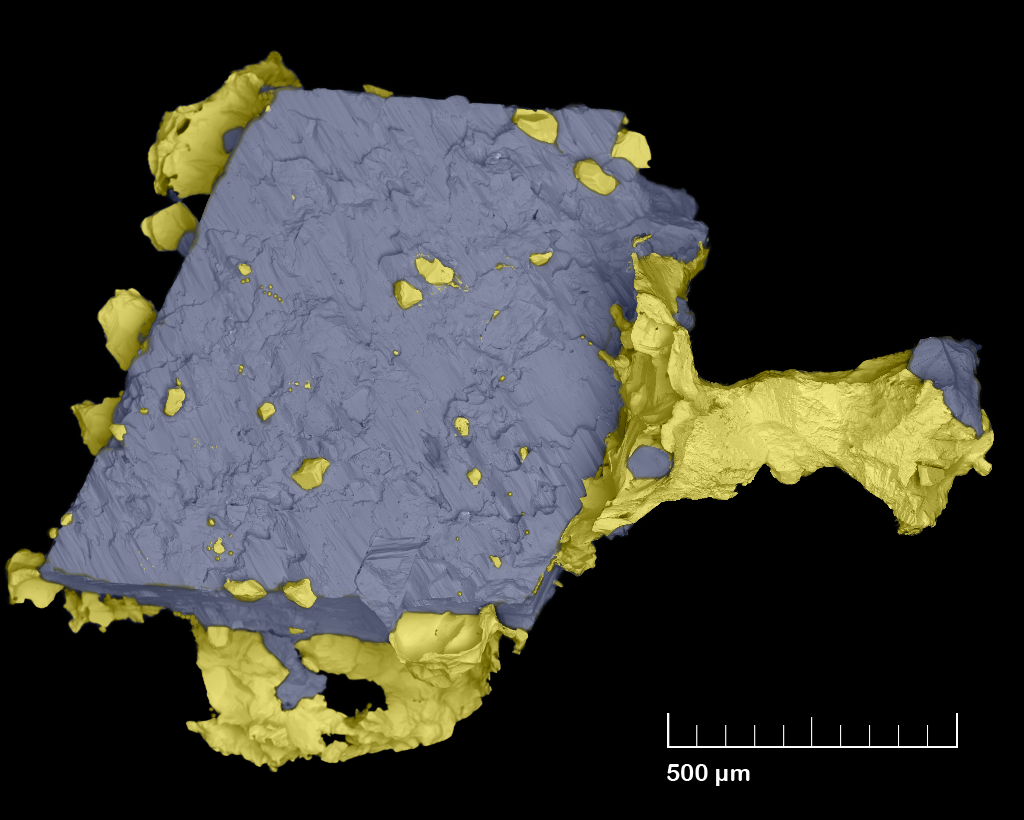
Or sobre arsenopirita que es troba a la Serranda de Yenisei.

Dins de l'altiplà hi ha jaciments de diamants, níquel, coure, minerals de ferro i alumini, carbó, grafit, halita, petroli i gas natural.

## Infraestructures i transports
Com que la majoria de les carreteres de les vastes muntanyes de Sibèria central no estan asfaltades, es converteixen en fangars relliscosos quan el terra es descongela a la primavera a causa de les nombroses pluges. Així, durant la major part de l'any, gairebé no són transitables, o ho són amb dificultat. Només quan les gelades les converteixen en vessants durs com el formigó a l'hivern i la profunditat de la neu ho permet, es poden tornar a transitar amb facilitat. Les vies de transport més importants són la xarxa ferroviària, algunes carreteres principals, les connexions aèries i les rutes de navegació dels nombrosos rius, sempre que no estiguin congelats.